# Долгуша (Липецька область)
Долгуша (рос. Долгуша) — село у Долгоруковському районі Липецької області Російської Федерації.
Населення становить 261  особу. Належить до муніципального утворення Долгушинська сільрада.

## Історія
З 13 червня 1934 до 6 січня 1954 року у складі Воронезької області. Відтак входить до складу Липецької області.
Згідно із законом від 2 липня 2004 року №114-оз органом місцевого самоврядування є Долгушинська сільрада.

## Населення
| 1900 | 1926  | 1932  | 2010 | 2011 |
| ---- | ----- | ----- | ---- | ---- |
| 1508 | ↗1889 | ↗2252 | ↘261 | →261 |